# Pantopsalis pococki
Pantopsalis pococki is een hooiwagen uit de familie Monoscutidae. De wetenschappelijke naam van de soort is voor het eerst geldig gepubliceerd door H.R. Hogg in 1920.
Het kopborststuk meet ongeveer 2,3 bij 3,0 millimeter bij het mannetje.
De soort komt alleen voor in Nieuw-Zeeland.